# Pandaka trimaculata
Pandaka trimaculata is een straalvinnige vissensoort uit de familie van grondels (Gobiidae). De wetenschappelijke naam van de soort is voor het eerst geldig gepubliceerd in 1975 door Akihito & Meguro.